# Royal Australasian College of Physicians
Royal Australasian College of Physicians (RACP) är specialistsamfund för läkare i Australien och Nya Zeeland. Ledamotskap i RACP betecknas Fellow of the Royal Australasian College of Physicians (FRACP) och innebär att ett program för specialistutbildning genomgåtts.